# Zbigniew Głowienka

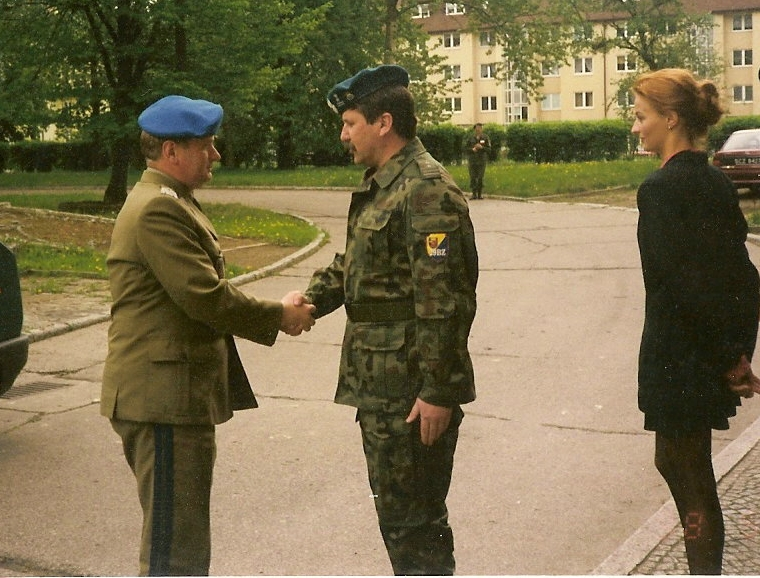
Zbigniew Głowienka (1998, links)

Zbigniew Głowienka (* 9. September 1951 in Pisarzowice, Woiwodschaft Großpolen) ist ein polnischer Generalleutnant und Kommandeur des Polnischen Heers (Wojska Lądowe).

## Leben
Głowienka schloss 1973 die Offiziersschule der mechanisierten Streitkräfte (Oficerska Szkoła Wojsk Zmechanizowanych im. Tadeusza Kościuszki, heute Offiziershochschule der Landstreitkräfte) ab. Seine Offizierslaufbahn begann Zbigniew Głowienka im 35. Regiment de Landungsstreitkräfte in Danzig. 1980 schloss er an die Stabsakademie des Heeres ab. 1982 bis 1986 war Głowienka Kommandeur des 4. Regiments der Landungskräfte, von welchem er zum Leiter des Stab der 8. Division der Küstenverteidigung abkommandiert wurde. In dieser Position blieb er bis 1988. Anschließend war er für vier Jahre Kommandeur der 7. Brigade der Küstenverteidigung. 1992 schloss er sein Studium an der Hochschule für nationale Verteidigung (Akademia Obrony Narodowej) ab. 1992 kehrte er als Leiter der 8. Division der Küstenverteidigung zurück. Dort erfolgte 1994 seine Beförderung zum Brigadegeneral. 1996 bis 1997 war er Chef des Einsatzstabes für den pommerschen Militärbezirk, 1997 wurde er für das Gebiet stellvertretender Ausbildungsleiter. Im Jahr 2000 wurde er Leiter der Ausbildung des Heeres. Im darauf folgenden Jahr wurde Głowienka zum Divisionsgeneral befördert und zum Kommandeur des 1. Korps der mechanisierte Streitkräfte. Vom Dezember 2003 bis Oktober 2006 war er Leiter des pommerschen Militärbezirks.  Am 6. Oktober 2006 wurde er zum Chefinspekteur der militärischen Unterstützung (Inspektorat Wsparcia Sił Zbrojnych) ernannt. Vom 30. August 2007 bis zum 15. Juni 2009 war er Kommandeur des schlesischen Wehrkreises. Zum 15. Juni 2009 wurde Zbigniew Głowienka zum Kommandeur des 2. Korps der mechanisierten Streitkräfte. Am 20. Juni 2010 wurde Zbigniew Głowienka zum Nachfolger des verstorbenen Tadeusz Buk als Oberkommandierender des Polnischen Heers.

## Auszeichnungen
- 1996, 2001 und 2011: Ritter, Offizier und Komtur des Ordens Polonia Restituta[4]
- Silbernes und Goldenes Verdienstkreuz der Republik Polen[4]
- 2012: Komtur der Legion of Merit
- 2013: Offizier der Ehrenlegion